# Castelnuovo, Trentino
Castelnuovo là một đô thị tại Trentino trong vùng Trentino-Alto Adige/Südtirol, có vị trí khoảng 30 km về phía đông của Trento. Tại thời điểm ngày 31 tháng 12 năm 2004, đô thị này có dân số 926 người và diện tích là 13,5 km².
Castelnuovo giáp các đô thị: Telve, Scurelle, Carzano, Borgo Valsugana, Villa Agnedo và Asiago.